# Strickleiter

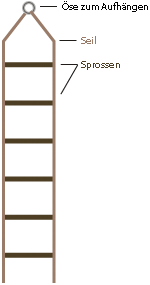
Skizze einer Strickleiter

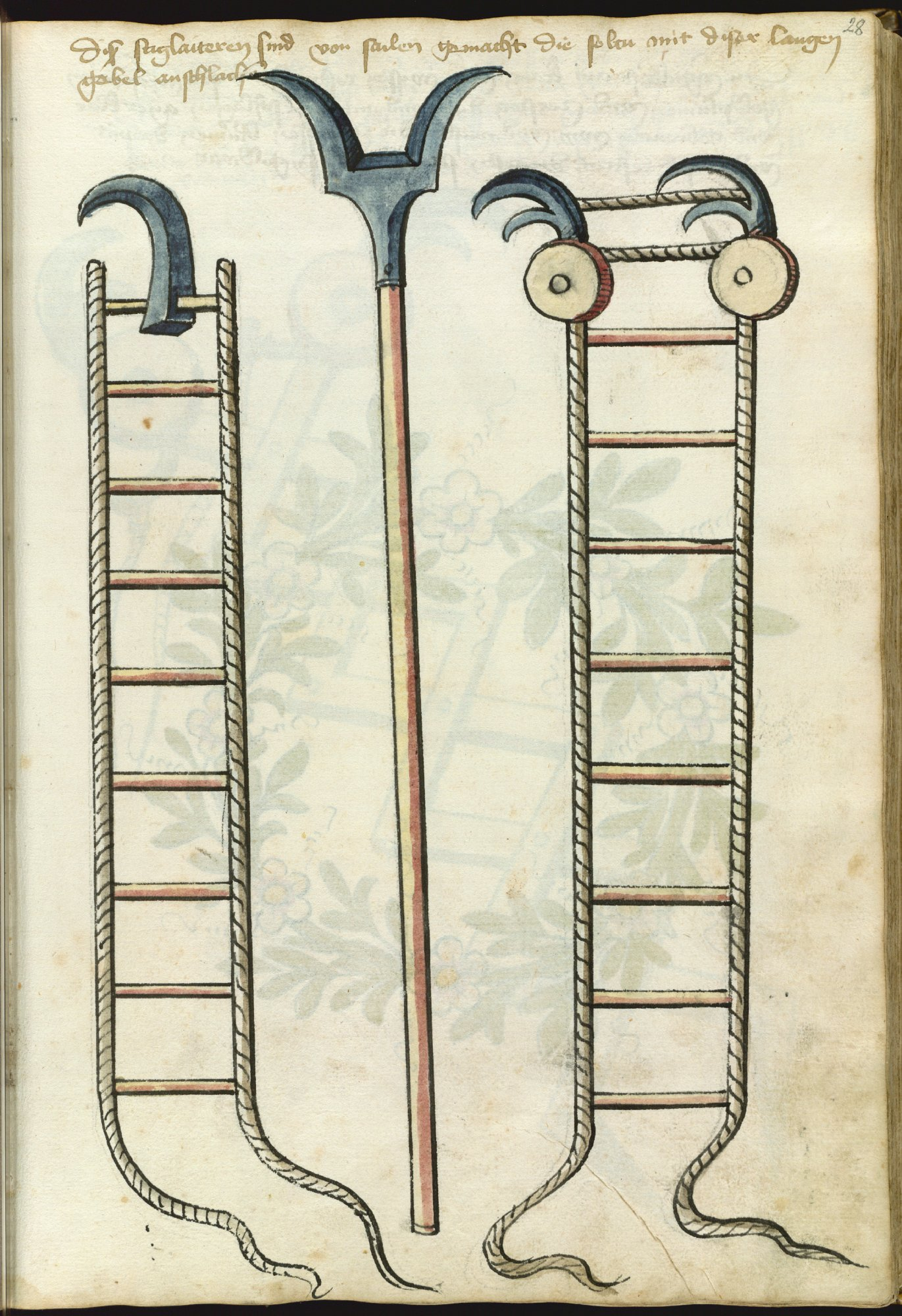
Strickleitern mit Wurfhaken (Fol. 28r in Konrad Kyesers Bellifortis-Handschrift (1459))

Die Strickleiter ist eine Leiter, deren meist hölzerne oder metallene Sprossen von zwei parallelen seitlichen Seilen gehalten werden. Auch Strickleitern ganz leichter Bauart sind zu finden, bei denen die Sprossen ebenfalls aus Seilen gefertigt sind. Der Vorteil der Strickleiter ist, dass man mit ihr auch gekrümmte Erhöhungen erreichen und sie platzsparend verstauen kann.
Da eine normale Strickleiter nicht wie eine gewöhnliche Leiter einfach angelehnt werden kann, kann sie ohne fremde Hilfe nur von irgendwo heruntergelassen werden. Ohne einen Helfer, der die Strickleiter von oben herablässt, kann sie also nur zum Hinabsteigen verwendet werden. Zum Hinaufsteigen muss der höher gelegene Punkt zuerst auf anderem Wege (z. B. über eine Wurfleine mit Wurfanker oder eine Enterdregge) erreicht werden, damit die Leiter befestigt und herabgelassen werden kann.

## Einsatzbereiche
Feuerwehrwesen
Strickleitern werden bei Einsatzstellen unterhalb der Standebene verwendet.
Militärwesen
Strickleitern wurden bei der Eroberung von Burg- oder Stadtmauern benötigt.
Seefahrt
Im Bereich der Schifffahrt bieten sich für Strickleitern vielfältige Einsatzmöglichkeiten.
Bergsteigen
In den Anfangsjahren des Alpinismus spielten Strickleitern eine wichtige Rolle.
Höhlenforschung
Auch für Speläologen sind Strickleitern in manchen Fällen wichtig.
Luftrettung
Bei der Luftrettung sind Strickleitern von herausragender Bedeutung.
Ein- und Ausbrüche
Bei Ein- und Ausbrüchen kommen immer noch manchmal Strickleitern zum Einsatz.

## Beispiele
- Bei der Steckstrickleiter (als Gattungsname wird auch häufig der Produktname Stabru verwendet) werden die einzelnen Sprossen zu einer längeren Stange zusammengesteckt. Am oberen Ende der Leiter befindet sich ein Haken oder eine Schlaufe, die mit der Stange an einem höher gelegenen Punkt eingehängt werden kann. Nach dem Einhängen können von unten durch leichten Zug die Sprossen wieder auseinandergezogen und die Leiter bestiegen werden.
- Die Jakobsleiter ist eine an Bord verwendete Strickleiter. Sie ist leichter gebaut als eine Lotsenleiter und wird vor allem bei Außenbordarbeiten an Schiffen verwendet.
- Feuerfeste Strickleitern aus Metall (auch Rettungsleiter oder Notleiter genannt) werden für einen Fluchtweg aus Wohnungen und Büros verwendet. Sie sind Platz sparend verpackt und können bei Bedarf vom Balkon oder aus dem Fenster geworfen werden. Sie ermöglichen so eine Höhenrettung, wenn andere Fluchtwege versperrt sind. Rettungsleitern sind auch in einer Version mit Abstandshaltern in Form von Metallblechen (die an den Stufen befestigt sind) verfügbar, was bei glatten Fassaden und einer oberen Fixierung ohne Vorsprung Vorteile bringt, da die Sprossen nur schwer sicher bestiegen werden können, wenn sie sich direkt an der Fassade befinden. Beim Einhaken an einem Vorsprung (z. B. vorstehender Balkon) werden keine Abstandhalter benötigt.
- In Höhlen (Speläologie) werden besonders leichte Strickleitern aus dünnen Stahlseilen und schmalen Alu-Sprossen verwendet. Diese sind den feuerfesten Strickleitern sehr ähnlich.

## Knoten
Die Holzsprossen werden mit dem Strickleiterknoten mit dem Seil verbunden, oder durchgebohrt und das Seil durchgesteckt und mit einem Überhandknoten oder einem doppelten Überhandknoten fixiert. Auf alten Segelschiffen wurden die Sprossen auch zwischen die Kardeele der Seile gesteckt und gekleedet oder die Seile wurden unten und oben mit einem Takling versehen.

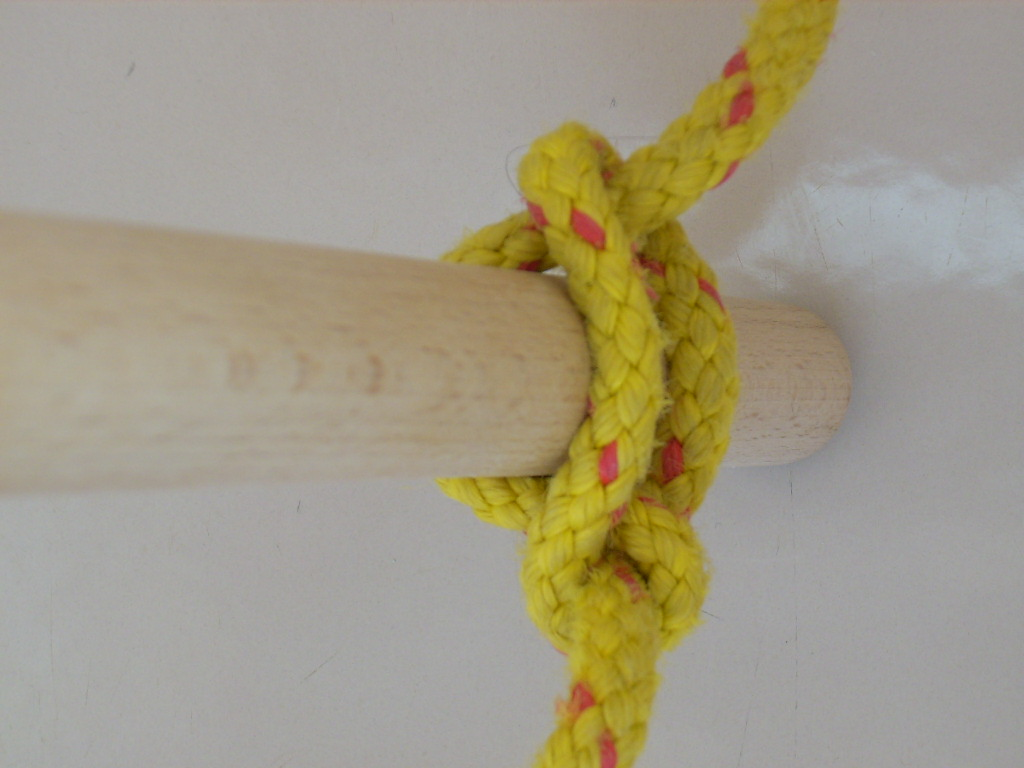
Strickleiterknoten
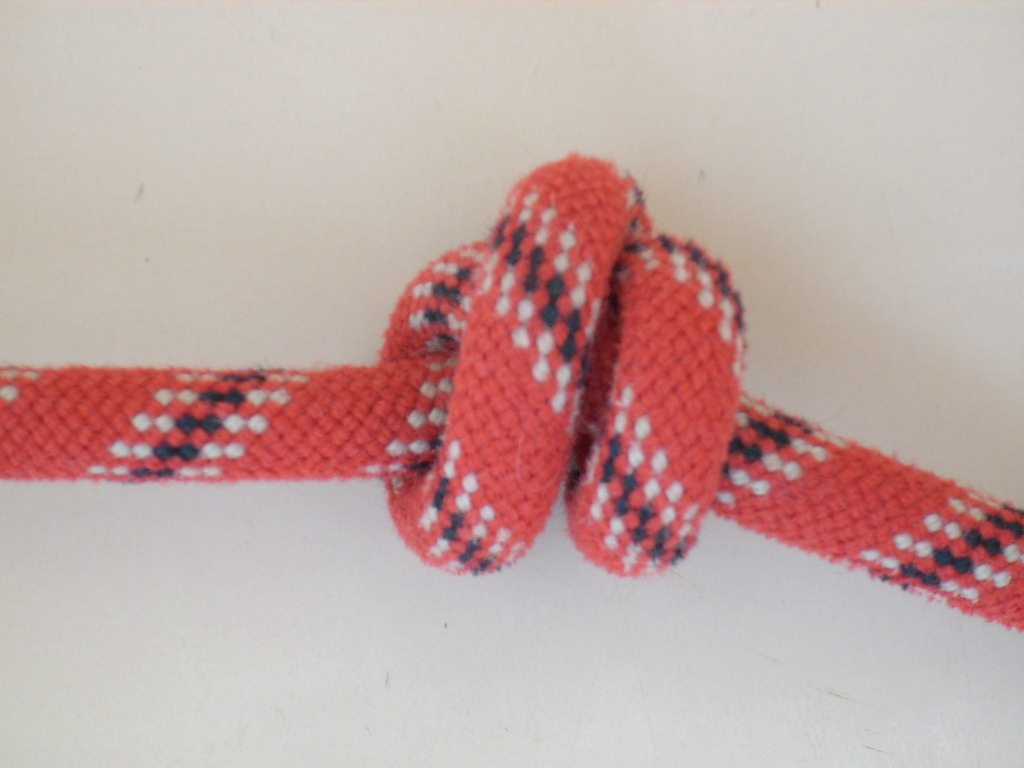
Doppelter Überhandknoten
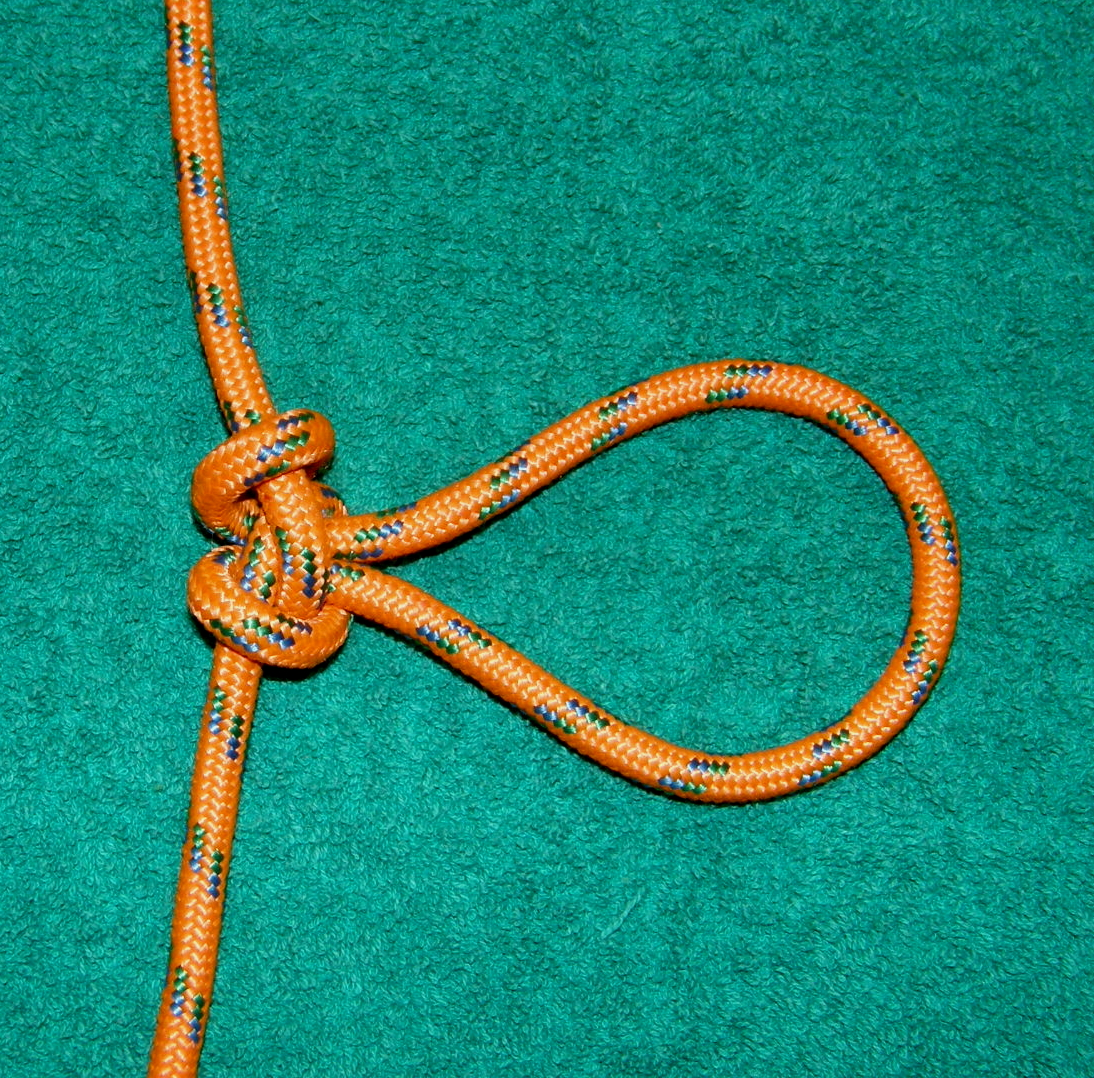
Schmetterlingsknoten
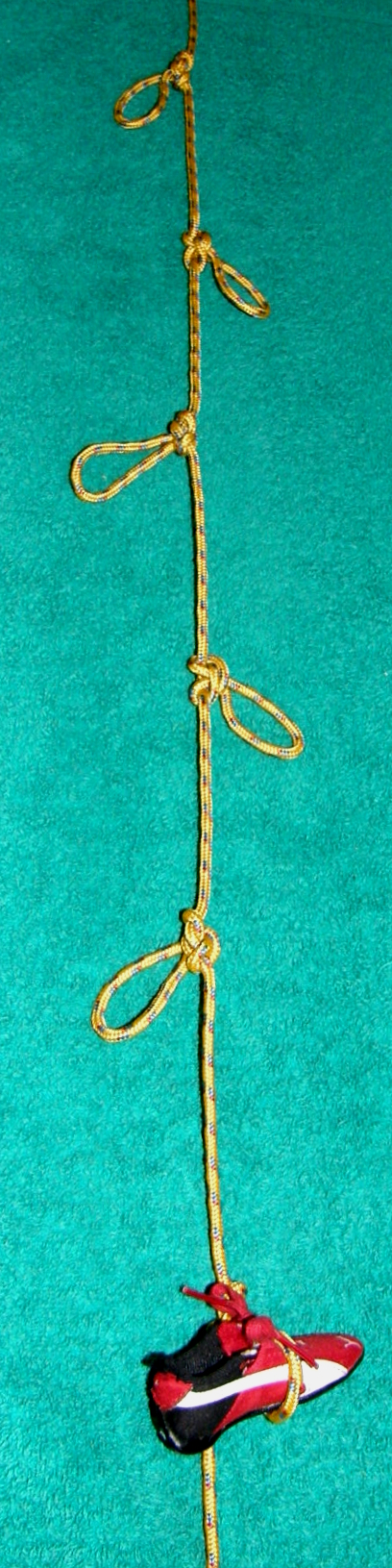
Strickleiter aus Schmetterlingsknoten

## Sonstiges

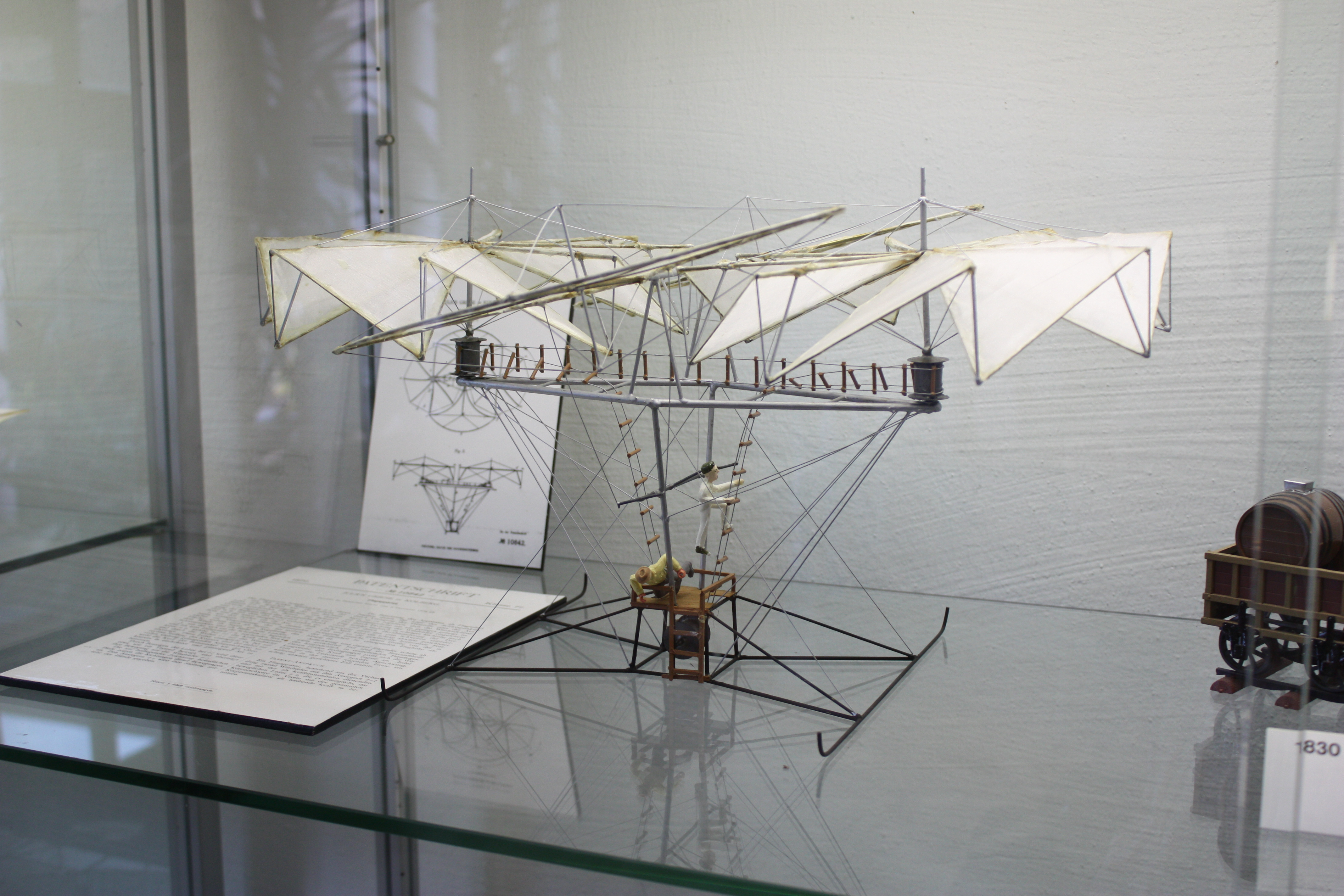
Modell nach der Patentschrift von Julius Griese in Kolberg aus 1879

In einem deutschen Patent von 1879 für einen muskelgetriebenen Hubschrauber sollte eine Strickleiter als Endlostreibriemen für die Rotoren dienen. Die antreibende Person sollte dazu die Strickleiter durch fortgesetztes Hochklettern nach unten in Bewegung setzen.